# Paralatindia
Paralatindia är ett släkte av kackerlackor. Paralatindia ingår i familjen Polyphagidae.
Kladogram enligt Catalogue of Life:
| Paralatindia | \| \| Paralatindia azteca \| \| \| \| \| \| Paralatindia mancella \| \| \| \| \| \| Paralatindia obscura \| \| \| \| \| \| Paralatindia peruviana \| \| \| \| |
|              | \| \| Paralatindia azteca \| \| \| \| \| \| Paralatindia mancella \| \| \| \| \| \| Paralatindia obscura \| \| \| \| \| \| Paralatindia peruviana \| \| \| \| |
|              | Paralatindia azteca |
|              | |
|              | Paralatindia mancella |
|              | |
|              | Paralatindia obscura |
|              | |
|              | Paralatindia peruviana |
|              | |